# Hazelton Mountains
Hazelton Mountains är en bergskedja i Kanada.   Den ligger i provinsen British Columbia, i den sydvästra delen av landet, 3 800 km väster om huvudstaden Ottawa.
Hazelton Mountains sträcker sig 77 km i öst-västlig riktning. Den högsta toppen är Tlooki Peak, 2 499 meter över havet.
Topografiskt ingår följande toppar i Hazelton Mountains:
- Artemis Peak
- Ashman Ridge
- Bornite Mountain
- Bornite Range
- Hudson Bay Mountain
- Hudson Bay Range
- Kitseguecla Mountain
- Kitshin Peak
- Kletoosho Peak
- Mount O'Brien
- Mount Quinlan
- Mount Sir Robert
- Orion Peak
- Seven Sisters Peaks
- Tagai Peak
- Tingi Peak
- Tlooki Peak
- Tuatoosho Peak
- Weeskinisht Peak

I omgivningarna runt Hazelton Mountains växer i huvudsak barrskog. Trakten runt Hazelton Mountains är nära nog obefolkad, med mindre än två invånare per kvadratkilometer.